# جنس فموي
الجنس الفموي هو نشاط جنسي يتم فيه مداعبة واستثارة أو لعق الأعضاء التناسلية للطرف الآخر الممارس باستعمال الفم أو اللسان في العملية الجنسية، مما يؤدي للقذف أحياناً عند الرجل ووصول المرأة لهزة الجماع.

## التأثيرات الصحية
يمكن أن يتسبب الجنس الفموي ببعض الأمراض الجلدية، وفطريات المهبل وكذلك قد يزيد الجنس الفموي من احتمالية الإصابة بسرطان الحلق وخاصة إذا تمت هذه العملية مع أكثر من شريك.
- ظهرت إصابات إيدز ناجمة عن الجنس الفموي وإن لم تكن ذات انتشار واسع.[2][3]
- مرض الهربس يتنقل بسهولة من خلال عملية الجنس الفموي.[4][5]
- الالتهابات البكتيرية تنتقل من خلال الجنس الفموي،[6][7] مثل السلمونيلا وشيغيلة (بالإنجليزية: Shigella)‏ والعطفية (بالإنجليزية: Campylobacter)‏.
- المُتَدَثِّرَة (بالإنجليزية: Chlamydia)‏، يمكن نقلها بواسطة الجنس الفموي.[8]
- (بالإنجليزية: Gonorrhea)‏ إصابة جرثومية تنتقل بالجنس الفموي.[9]
- التهاب الكبد A، التهاب الكبد B والتهاب الكبد C جميعها قد تنتقل بالجنس الفموي.[10]

## الآراء الدينية

### الإسلام
اختلفت الآراء في الإسلام حول هذا السلوك، ما بين القائل بالتحريم، أو القائل بالكراهة أو المبيح.
المانع أو المحرم
قال بالتحريم الدكتور محمد السيد الدسوقي أستاذ الشريعة بقطر، فيقول: «العلاقة الزوجية الخاصة في الإسلام بالطريقة المشروعة هي الوسيلة الطبيعية للاستمتاع وللنسل وللحياة الزوجية النظيفة، والله تبارك وتعالى أمرنا في كتابه الكريم بأن نأتي النساء من حيث أمرنا وهو الجماع المشروع، أما ما جاء في هذا الموضوع فهو لون من ألوان فساد الفطرة التي يمجها الحيوان فضلا عن الإنسان، وإذا كان لا يوجد لدينا نص صريح يأمر بالتحريم فإنا في قواعد الشريعة التي تنص بأنه لا ضرر ولا ضرار في الإسلام، وبأن المحافظة على الفطرة الإنسانية سنة إلهية فإن الخروج بالعلاقة الجنسية عن الطريق الطبيعي إفساد للفطرة وقضاء على النسل، ووسيلة لأمراض متعددة، ولهذا أرى بأن مثل هذا السلوك لا يليق بالإنسان الذي كرمه ربه، ولكن يبدو أن عدوى الحضارة المادية التي تفننت في وسائل هابطة لإشباع الرغبات الشهوانية جعلت الإنسان يتصرف بأسلوب يرفضه الحيوان.»
الكاره
قال بكراهة الإنزال الدكتور يوسف القرضاوي، فيقول: «لا بأس على المسلم إذا أن يستمتع بامرأته بعيدا عن موضع الأذى، وبهذا وقف الإسلام وسطا بين المتطرفين في مباعدة الحائض إلى حد الإخراج من البيت، والمتطرفين في المخالطة إلى حد الاتصال الحسي. وقد كشف الطب الحديث ما في إفرازات الحيض من مواد سامة تضر بالجسم إذا بقيت فيه، كما كشف سر الأمر باعتزال جماع النساء في الحيض. فإن الأعضاء التناسلية تكون في حالة احتقان، والأعصاب تكون في حالة اضطراب بسبب إفرازات الغدد الداخلية، فالاختلاط الجنسي يضرها، وربما يمنع نزول الحيض، كما يسبب كثيرا من الاضطراب العصبي، وقد يكون سببا في التهاب الأعضاء التناسلية.»
ويضيف بقوله: «ولقد حدث في عصر الصحابة أن واحدا من الصحابة في ملاعبته ومداعبته لزوجته امتص ثديها ورضع منها أي جاءه شيء من الحليب ثم راح استفتى أبا موسى الأشعري فقال له: "حَرُمت عليك"، ثم ذهب إلى عبد الله بن مسعود فقال له: "لا شيء عليك، لا رضاعة إلا في الحولين"، الحديث عن الرسول صلى الله عليه وسلم "الرضاع في الحولين". الله يقول (وَالْوَالِدَاتُ يُرْضِعْنَ أَوْلاَدَهُنَّ حَوْلَيْنِ كَامِلَيْنِ لِمَنْ أَرَادَ أَن يُتِمَّ الرَّضَاعَةَ) البقرة : 232. يعني الرضاعة المحرِّمة لها سن معينة هي السن التي يتكون فيها الإنسان ينبت اللحم وينشذ العظم في السنتين الأوليين، بعد ذلك لا عبرة بالرضاعة، فقال أبو موسى الأشعري: "لا تسألوني وهذا الحبر فيكم". فللرجل أن يرضع من زوجته، هذا من وسائل الاستمتاع المشروعة ولا حرج فيها.»
ويختم بقوله: «وقد أجاز الفقهاء تقبيل الزوجة فرج زوجها ولو قبَّل الزوج فرج زوجته هذا لا حرج فيه، أما إذا كان القصد منه الإنزال فهذا الذي يمكن أن يكون فيه شيء من الكراهة،ولا أستطيع أن أقول الحرمة لأنه لا يوجد دليل على التحريم القاطع، فهذا ليس موضع قذر مثل الدبر، ولم يجئ فيه نص معين إنما هذا شيء يستقذره الإنسان، إذا كان الإنسان يستمتع عن طريق الفم فهو تصرف غير سوي، إنما لا نستطيع أن نحرمه خصوصاً إذا كان برضا المرأة وتلذذ المرأة (وَالَّذِينَ هُمْ لِفُرُوجِهِمْ حَافِظُونَ * إِلَّا عَلَى أَزْوَاجِهِمْ أوْ مَا مَلَكَتْ أَيْمَانُهُمْ فَإِنَّهُمْ غَيْرُ مَلُومِينَ * فَمَنِ ابْتَغَى وَرَاء ذَلِكَ فَأُوْلَئِكَ هُمُ الْعَادُونَ) المؤمنون : 5- 7. فهذا هو الأصل.»
المبيح
يقول الدكتور علي جمعة محمد مفتي مصر السابق، وأستاذ الأصول والفقه بجامعة الأزهر: «قال تعالى "نِسَآؤُكُمْ حَرْثٌ لَّكُمْ فَأْتُواْ حَرْثَكُمْ أَنَّى شِئْتُمْ وَقَدِّمُواْ لأَنفُسِكُمْ وَاتَّقُواْ اللّهَ وَاعْلَمُواْ أَنَّكُم مُّلاَقُوهُ وَبَشِّرِ الْمُؤْمِنِينَ" [البقرة:223]، وفي التفسير أن التقدمة هي القبلة وفي الحديث أجعل بينك وبين امرأتك "رسول" ويقصد بـ"الرسول" القبلة ويجوز للرجل والمرأة الاستمتاع بكل أنواع التلذذ فيما عدا الإيلاج في الدبر؛ فإنه محرم أما ما ورد في السؤال من المص واللعق والتقبيل وما لم يرد من اللمس والجنس الشفوي عبر الكلام فكله مباح ويرى جمعة أن على المسلم أن يكتفي بزوجته وحلاله، وأن يجعل هذا مانعا له من الوقوع في الحرام، ومن النظر الحرام، وعليه أن يعلم أن الجنس إنما هو غريزة تشبع بوسائلها الشرعية وليس الجنس ضرورة كالأكل والشرب كما يراه الفكر الغربي.»

## وجهات النظر الثقافية
تتباين وجهات النظر الثقافية حول الجنس الفموي، فقد اعتبرته الثقافة الرومانية القديمة مسألة محرمة اجتماعياً بصورة كبيرة، فعموماً سادت نظرة الخضوع أو الهيمنة على الأفعال الجنسية. وبموجب هذا النظام فقد كان من المقيت أن يؤدي الذكر الجنس الفموي باعتباره الطرف المُخترق فموياً (أي الطرف الخاضع)، فيما لم يُنظر لفعل تلقي الجنس الفموي من امرأة أو من رجل ينتمي لطبقة اجتماعية أدنى (مثل العبد أو المديون) على أنه مهين. وبالمقابل بجلّت ثقافة الطاو الصينية الجنس الفموي الممارس على الإناث كممارسة مُرضيّة روحياً، واعتبرتها تحمل القدرة على تعزيز طول العمر.
يرى بعض الأشخاص الجنس الفموي بأنه غير طبيعي لأنه لا يؤدي إلى التكاثر. فيما يجده آخرون أقل حميمية لأنه لا يجري وجهاً لوجه، أو يعتقدون بأنه ممارسة مهينة أو غير نظيفة. وعلى العكس من تلك الآراء، يرى بعض الأشخاص الجنس الفموي كأحد أكثر السلوكيات حميميةً التي يمكن لشخصان أن يقوما بها كونها تتطلب ثقة كاملة.

## عند الحيوانات
تم ملاحظة الجنس الفموي في المملكة الحيوانية عند عدة أنواع. لعق العضو الذكري موجود أيضاً عند خفافيش الفاكهة، فقد لوحظ أنه وفيما كانت الخفافيش تتزاوج، كانت أزواج خفافيش الفاكهة تمضي مزيد من الوقت في الاتصال الجنسي إذا كانت الإناث تلعق الذكور أكثر من لو كانت لا تفعل ذلك، وهذا السلوك هو الوحيد لنوع حيواني من غير الرئيسيات.

## وصلات خارجية
- مقالة الجنس الفموي على القاموس الطبي